# Trattkantarell
Trattkantarell (Craterellus tubaeformis) är en vanlig matsvamp i Europa, Sibirien och Nordamerika. Trattkantarellen är ganska vanlig i  södra och mellersta Sverige men mer sällsynt i norra delen av landet samt i sura områden. Trattkantarellen kan bli så stor som 12 cm på höjden och 5 cm på bredden. Den hittas i september till november.

## Beskrivning
Trots namnet är trattkantarellen inte någon äkta kantarell (släktet Cantharellus). Trattkantarellerna hör till det mycket närstående släktet Craterellus. Det senare uppvisar fruktkroppar med ihålig fot; de äkta kantarellerna har fruktkroppar med kompakt, icke ihålig fot. Namnet trattkraterell har föreslagits för att markera att C. tubaeformis inte är någon äkta kantarell.
Kännetecken:
- Hatt tunn, navlad till trattformad, ovansidan är gulbrun till brunsvart.
- Hattens undersida har gula till gråa grenade åsar som löper ner på foten.
- Fot ihålig, brungul till gul.

Trattkantarellen bildar ektomykorrhiza vilket innebär att svampen lever i symbios med skogsträd.
Trattkantarell har förväxlats med den dödligt giftiga toppig giftspindling, trots klart olika utseende. Den växer i liknande miljö och kan förväxlas genom slarv.
Svampar som mer liknar trattkantarellen är sporsäckssvampen slemmurkling (Leotia lubrica) och grå kantarell. Slemmurklingen är mer gelé- eller vaxartad och saknar egentliga lameller på hattens undersida. Slemmurklingen saknar matvärde. Också rödgul trumpetsvamp kan uppfattas snarlik. Slemmurklingen anses inte giftig och både rödgul trumpetsvamp och grå kantarell är goda matsvampar.
Trattkantarellen kan producera svagt mutagena ämnen om den skadas ordentligt.
Trattkantarellen är Västmanlands landskapssvamp.

## Bilder

Bilder på trattkantarell
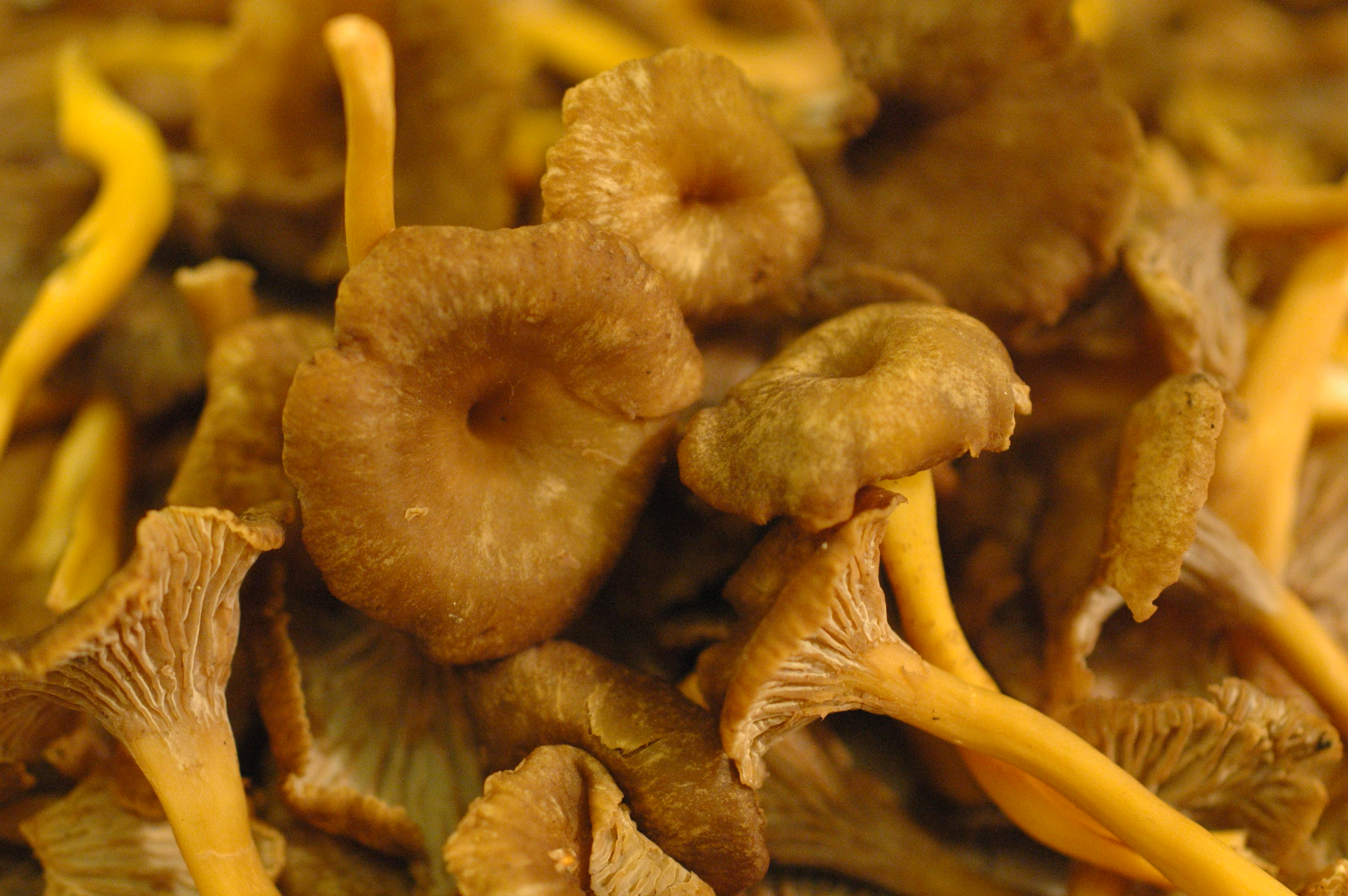
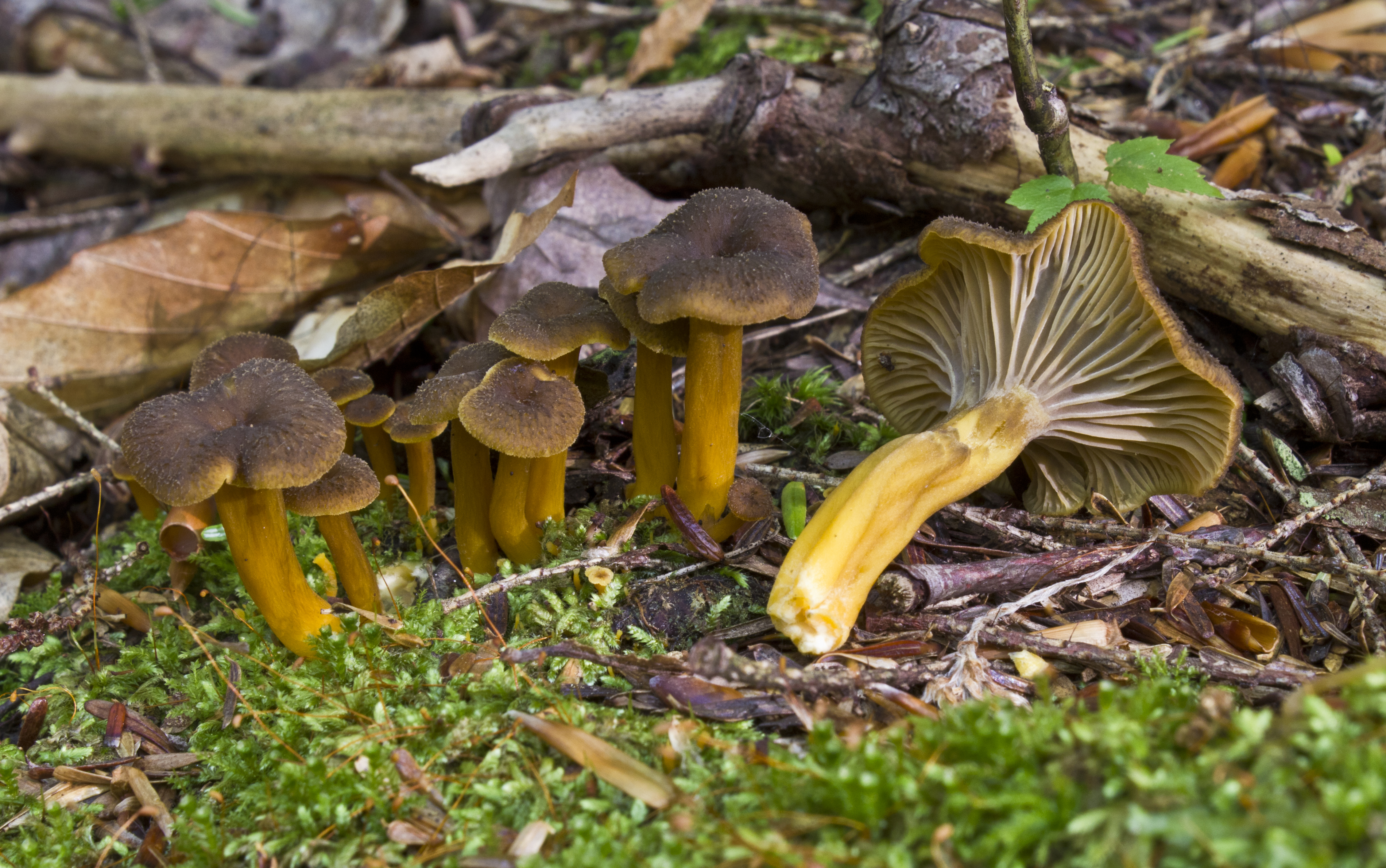
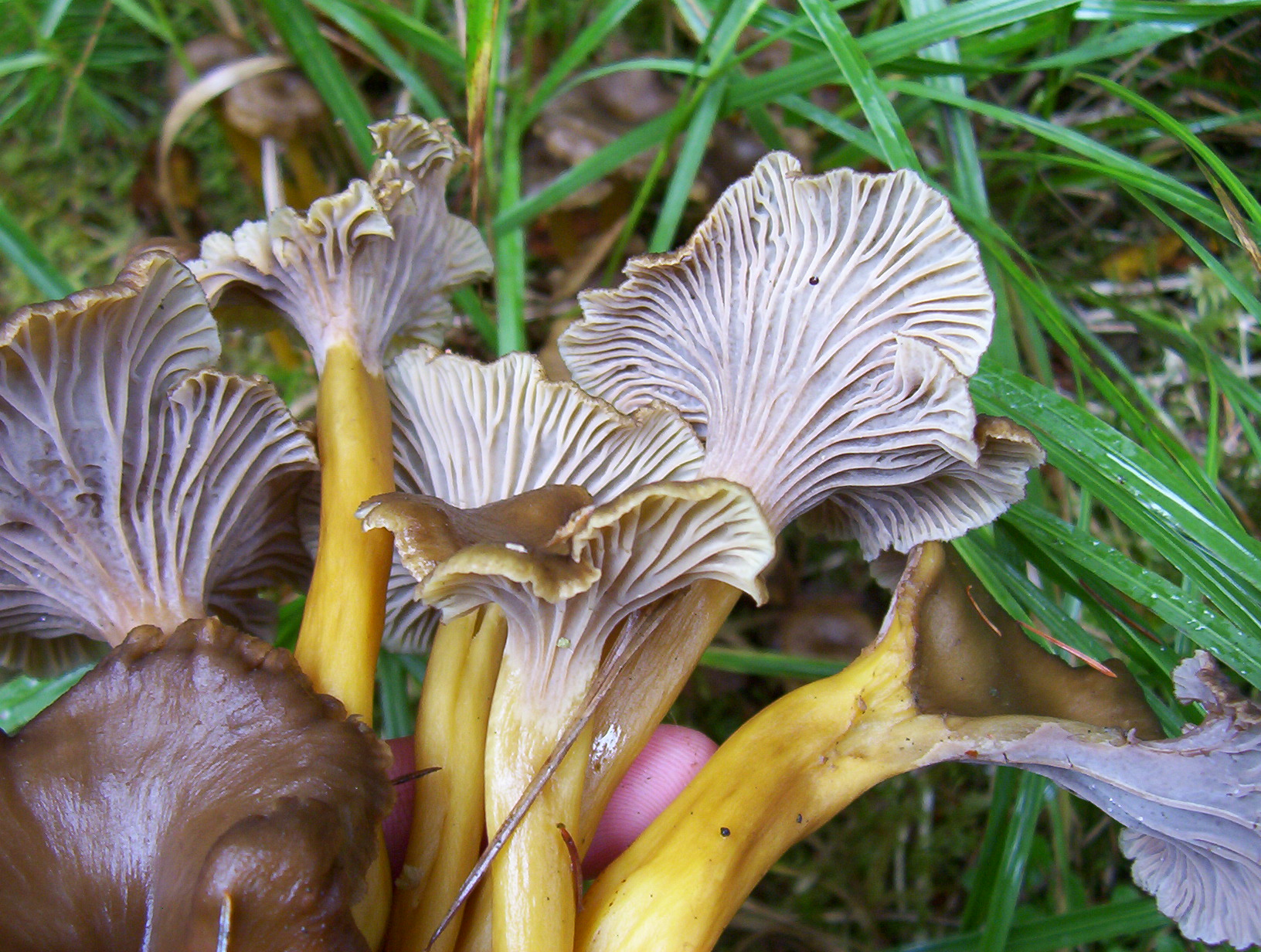
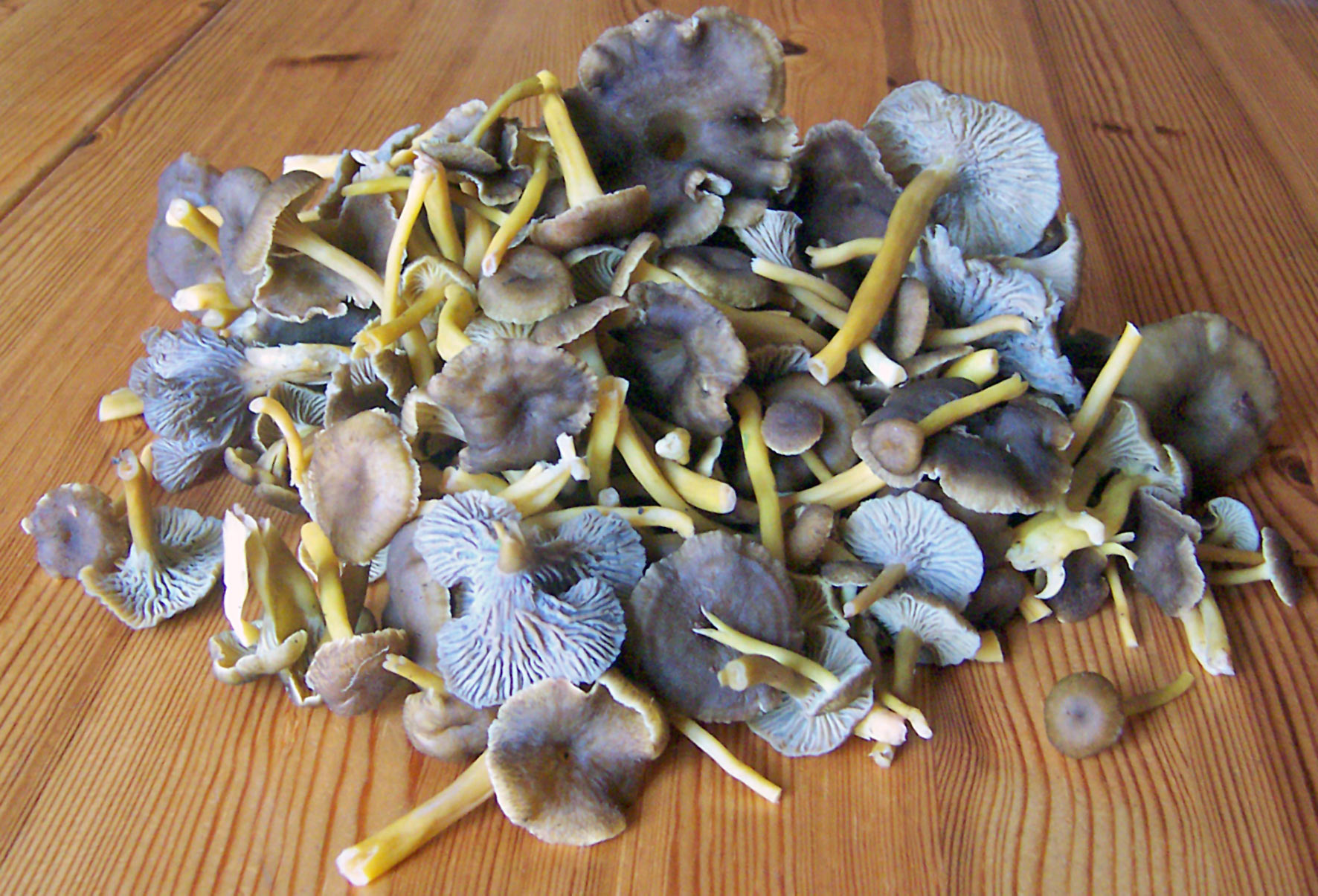
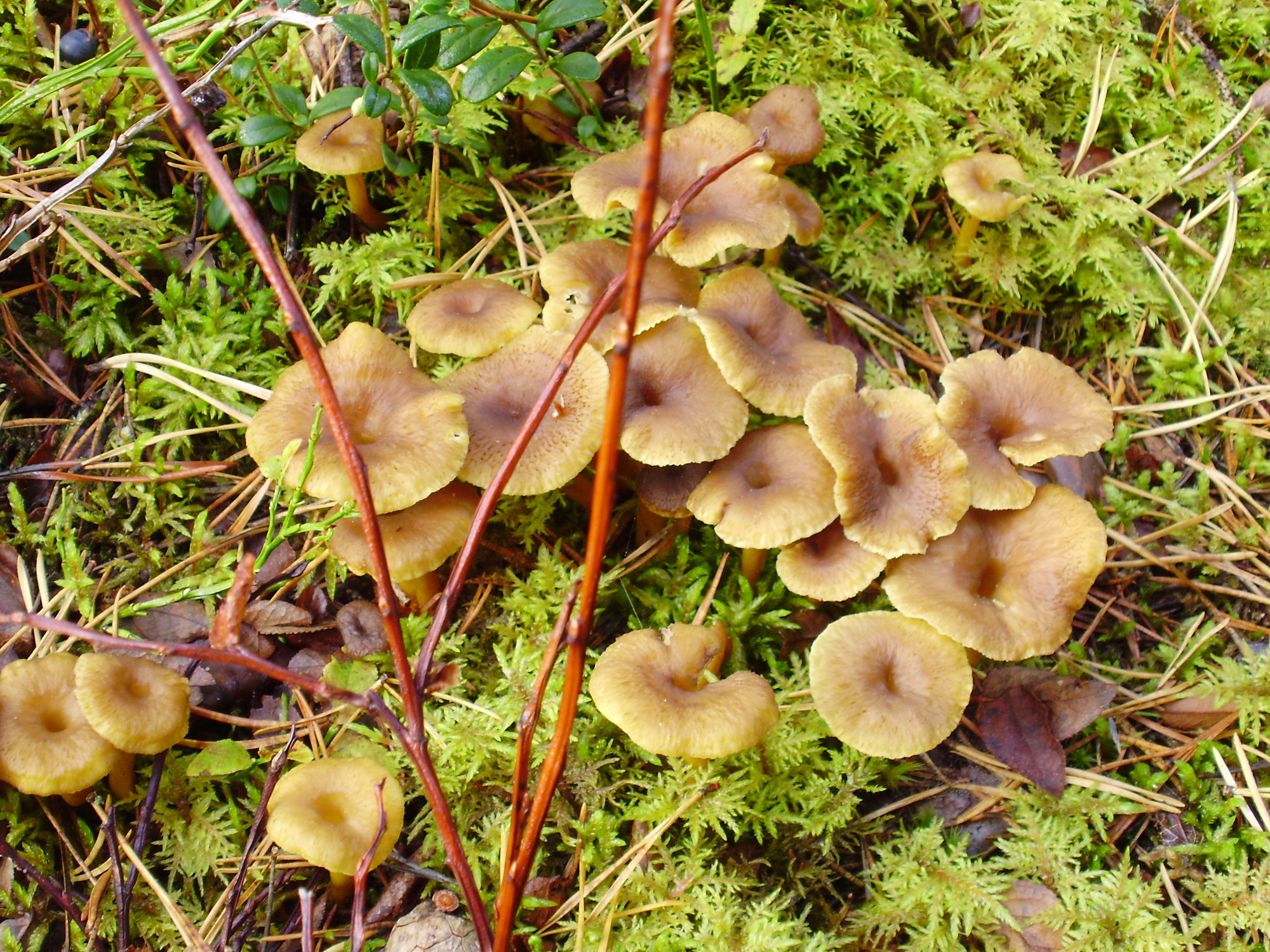

Förväxlingssvampar
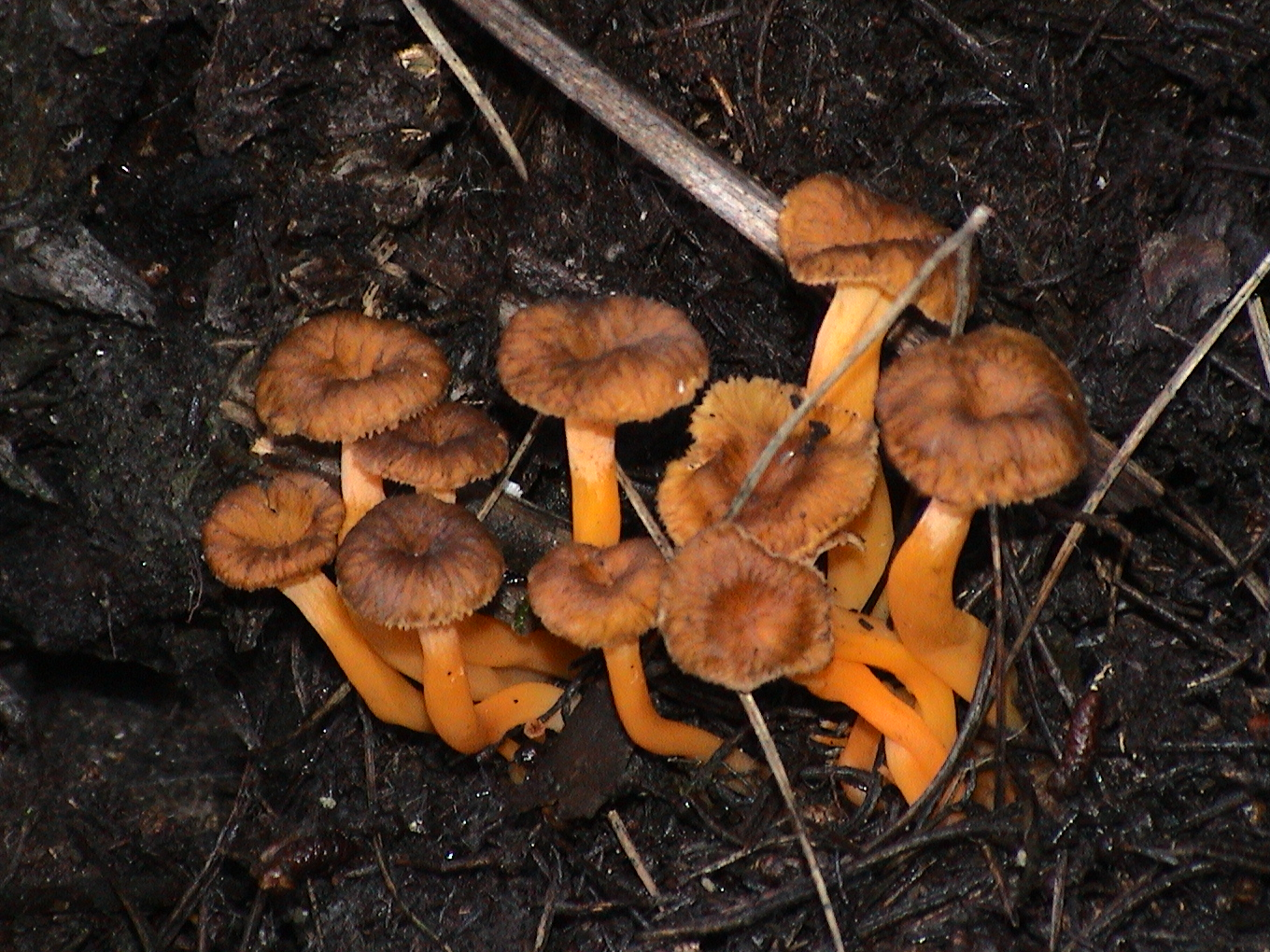
Rödgul trumpetsvamp (Cantharellus lutescens), ätlig
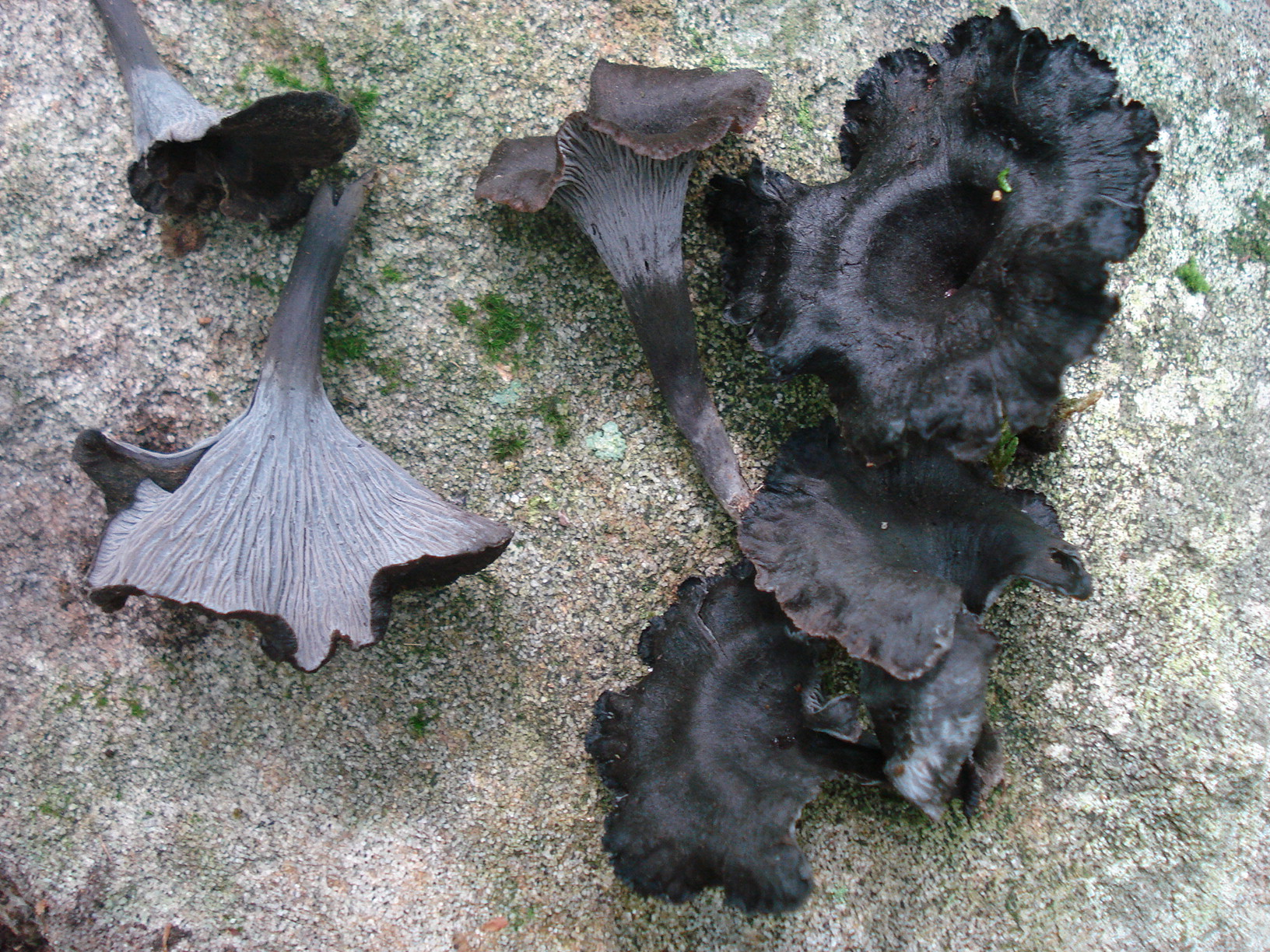
Grå kantarell (Cantharellus cinereus), ätlig
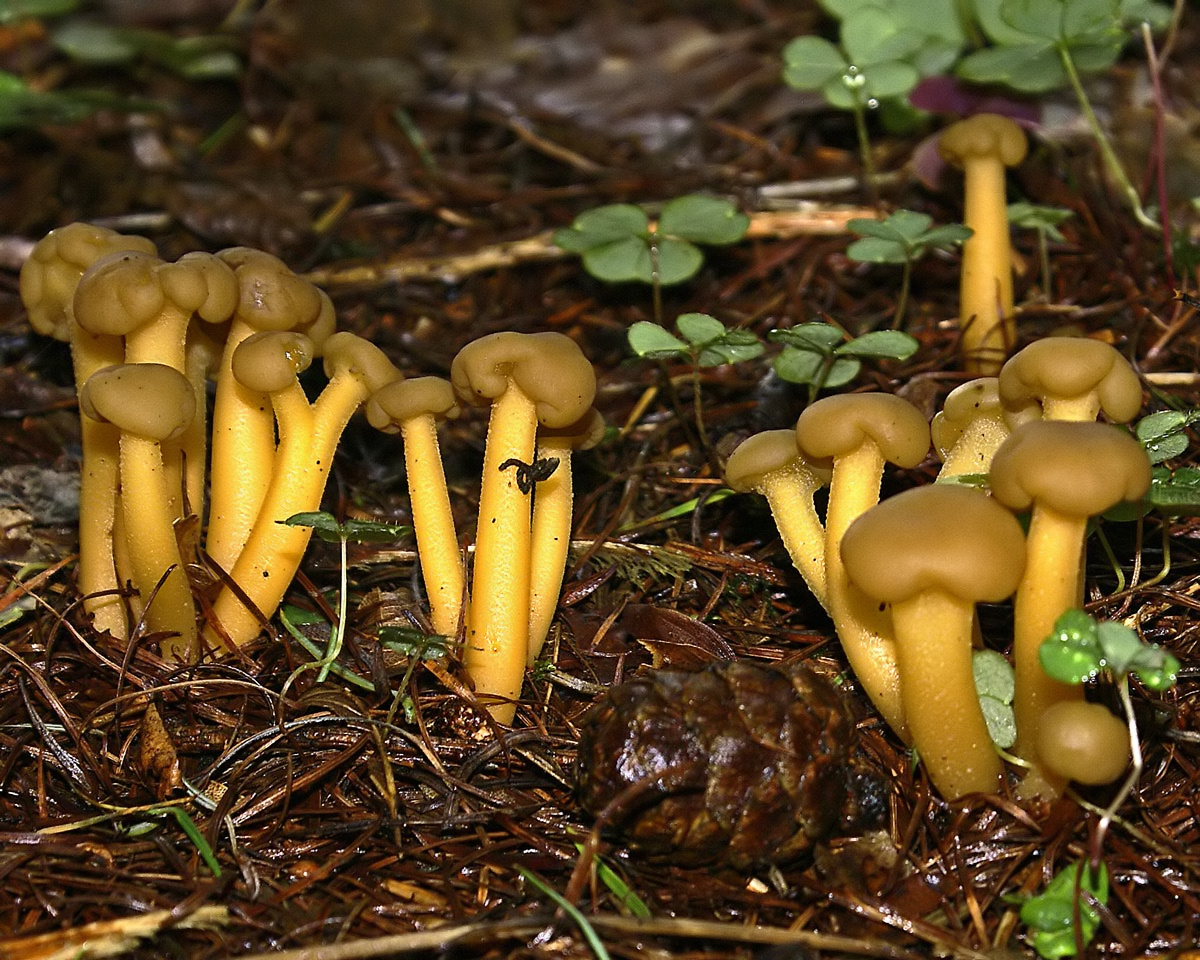
Slemmurkling (Leotia lubrica), smaklös
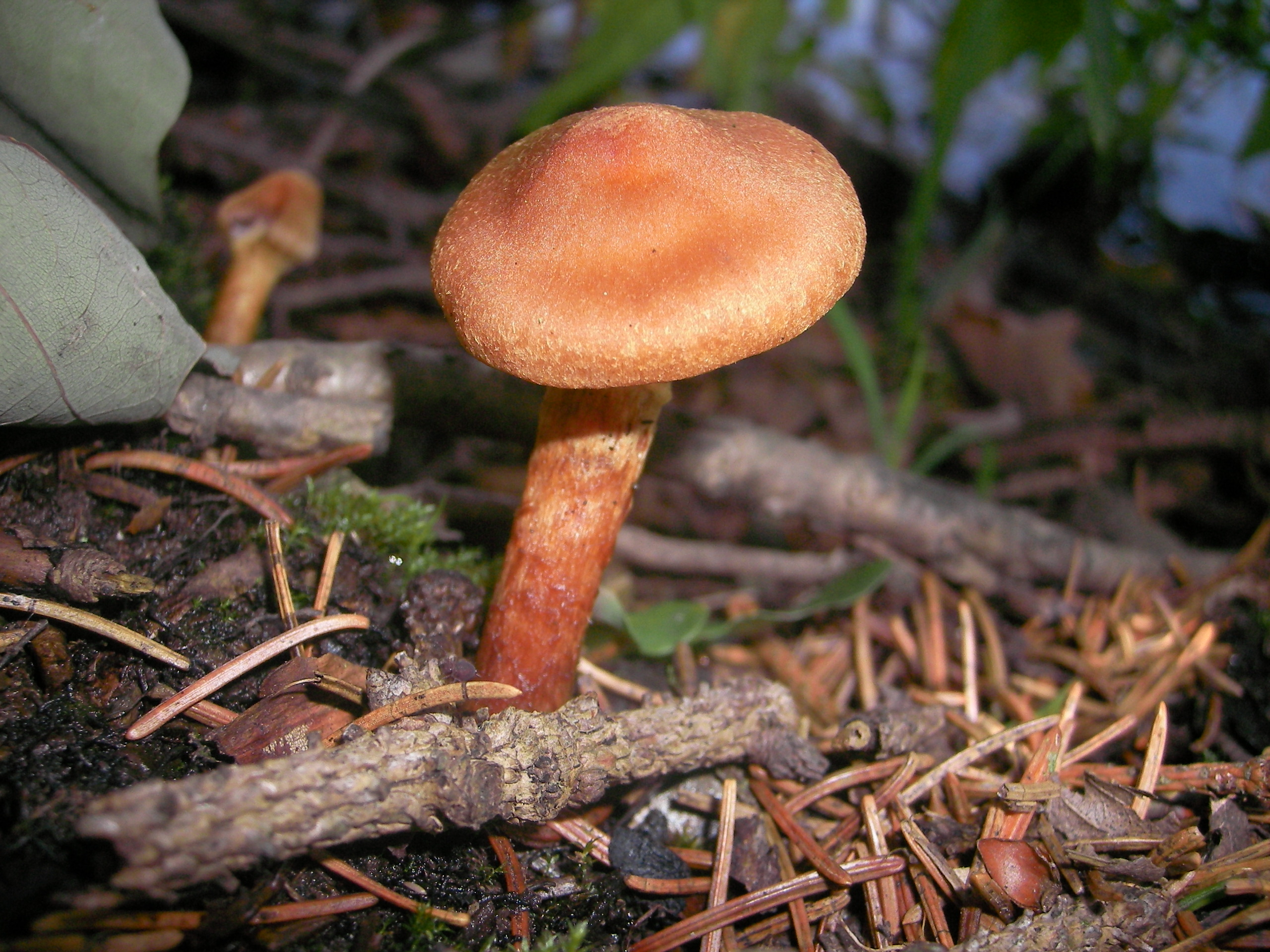
Toppig giftspindling (Cortinarius rubellus), dödlig

## Torkning
Trattkantarellen går mycket bra att torka, vilket framför allt ger svampen en hållbarhet på flera år vid rätt förvaring men kan även uppfattas som smakförhöjande.